# 庚申山総合公園
庚申山総合公園（こうしんやまそうごうこうえん）は、群馬県の藤岡市に位置する庚申山及びその周辺の運動場、遊具場の総称である。

## 概要

### 所在地
〒375-0042 群馬県藤岡市藤岡2623-1

## 娯楽施設

### ミニ遊園地
レールの上を走行する新幹線の乗り物とコースを周回する形のバッテリーカーがあり、1回50円で利用できる。

### ミニ動物園
モルモットの動物ふれあいコーナーやウサギ舎、おしどり舎、インコ舎、クジャク舎、ミニブタ舎、ヤギ放飼場、マーラ舎がある。

### アスレチック広場
コンビネーション遊具や2連ブランコ、四阿がある。

### ウォーキングコース
所要時間約50分のさくらコースと所要時間約60分のふじコースがある。

## 運動施設

### 市民体育館
観客席500席のアリーナと畳敷きの武道場1、板敷きの武道場2、小体育室、会議室、トレーニング室、ランニングコースがある。

### 第二体育館
バスケットボールやバレーボールであれば1面となる体育室と器具庫、更衣室、休憩所、トイレがある。

### テニスコート
砂入り人工芝コートが8面ある。

### 多目的広場
サッカー場1面となる芝生広場があり、夜間照明は8基ある。

## 庚申山
標高189メートルのぐんま百名山の一つ。